# François Grether
Pour les articles homonymes, voir Grether.
François Grether est un architecte-urbaniste français, Grand prix de l'urbanisme 2012. Il a mis en avant son idée de « ville sur mesure », selon laquelle il observe une approche « multiple et sensible » des territoires. Il s'intéresse notamment aux « oubliés de l'urbanisme », à savoir les « lointaines périphéries et les petites villes ».

## Décorations
- Commandeur de l'ordre des Arts et des Lettres (2009)[2]